# Gabrielona sulcifera
Gabrielona sulcifera är en snäckart som beskrevs av Robertson 1973. Gabrielona sulcifera ingår i släktet Gabrielona och familjen turbinsnäckor. Inga underarter finns listade i Catalogue of Life.